# Mycedium spina
Mycedium spina là một loài san hô trong họ Pectiniidae. Loài này được Ditlev mô tả khoa học năm 2003.